# Villa Scheffer
Pour les articles homonymes, voir Scheffer.
La villa Scheffer est une voie du 16e arrondissement de Paris, en France.

## Situation et accès
La villa Scheffer est une voie privée située dans le 16e arrondissement de Paris. Elle débute au 51, rue Scheffer et se termine en impasse.
Le quartier est desservi au nord par la ligne 9 à la station Rue de la Pompe et, au sud, par la ligne 6 à la station Passy.

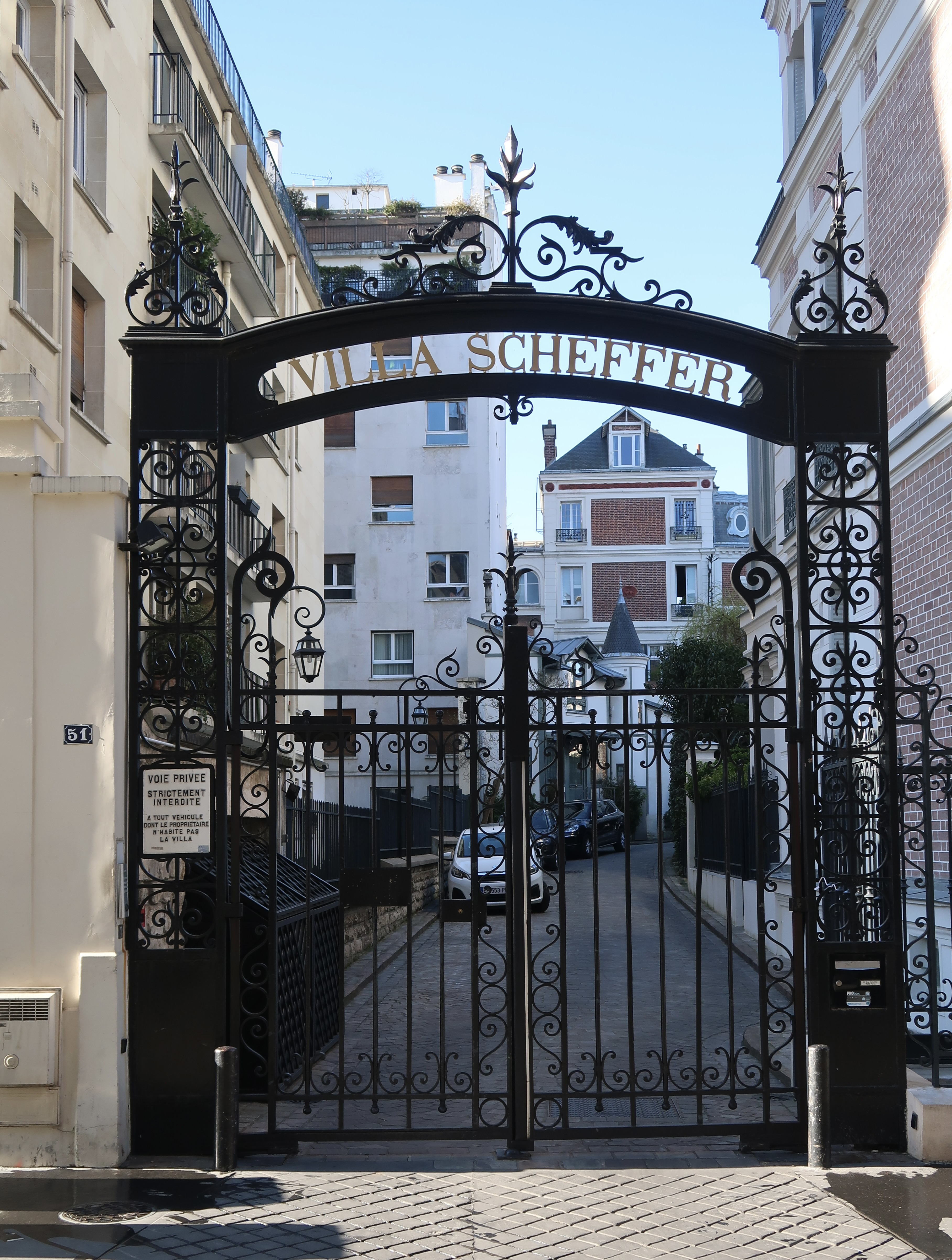
La grille d'entrée depuis la rue Scheffer.
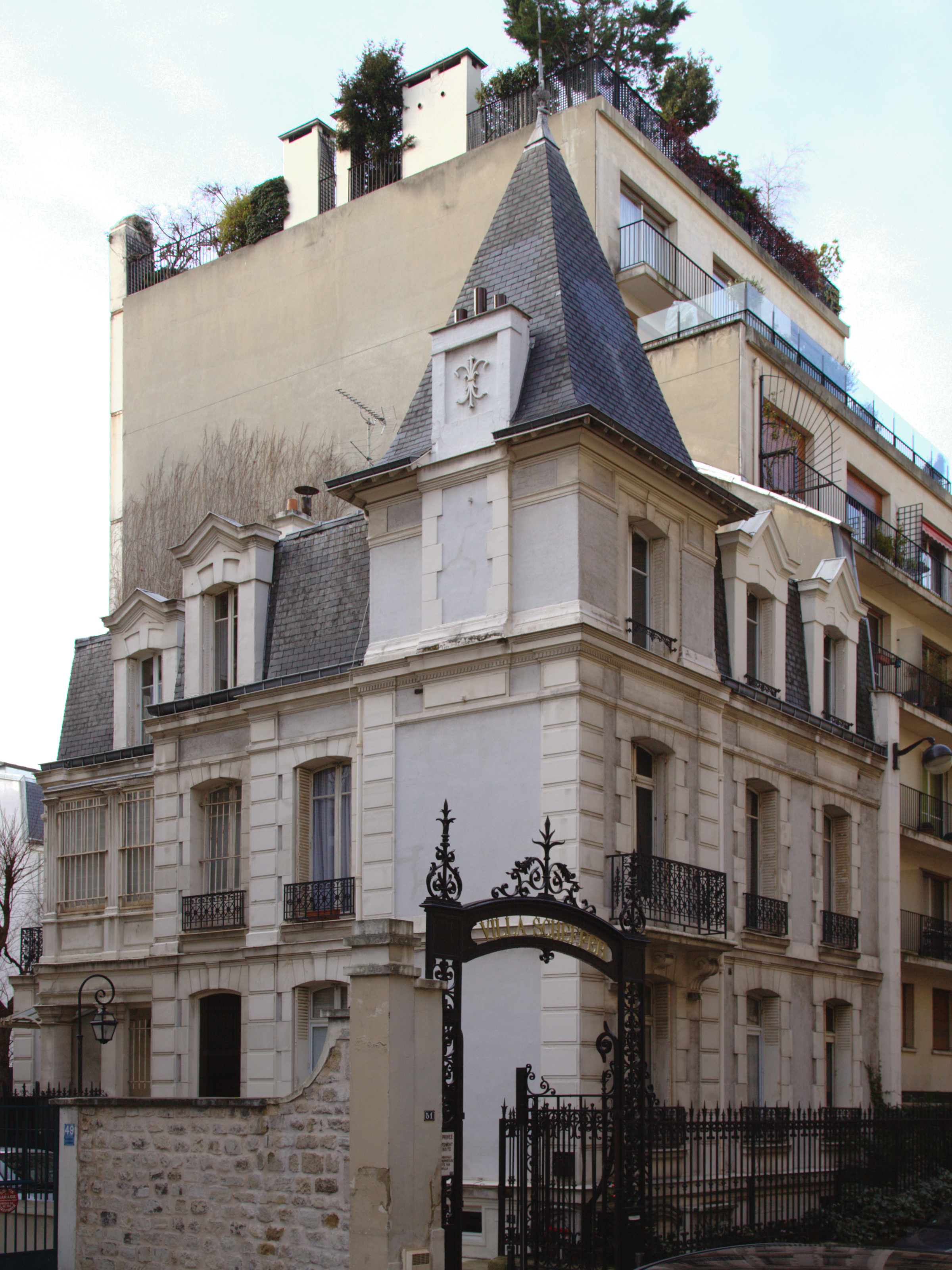

## Origine du nom
Elle porte le nom du nom du peintre Ary Scheffer (1795-1858), en raison de sa proximité avec la rue éponyme.

## Historique
La première mention de la villa Scheffer dans la presse date de 1888. L'historien de Paris Jacques Hillairet indique pour sa part qu'elle a ouvert vers 1894, portant d'abord le nom de cité Scheffer.
À l'origine, un couvent des Carmes se trouvait à son niveau.
En 1905 sont vendus au palais de justice, en un lot, les neuf hôtels correspondant aux nos 2, 6, 8, 10, 12, 14, 16, 18 et 20, la mise à prix étant fixée à 440 000 francs.

## Bâtiments remarquables et lieux de mémoire
- L'homme politique Laurent Fabius y habita dans son enfance[6],[7].
- No 7 : le sculpteur et historien de l’art Stanislas Lami (1858-1944) a eu son atelier à cette adresse[8].